# Eutelia favillatrix
Eutelia favillatrix är en fjärilsart som beskrevs av Walker 1858. Eutelia favillatrix ingår i släktet Eutelia och familjen nattflyn. Inga underarter finns listade i Catalogue of Life.